# جون شارب
جون شارب (بالإنجليزية: John Sharp)‏ هو ممثل بريطاني، ولد في 5 أغسطس 1920 في المملكة المتحدة، وتوفي في 26 نوفمبر 1992 بلندن في المملكة المتحدة.

## أعمال

### أفلام
- (1972) الأخ شمس، الأخت قمر
- (1975) باري ليندون
- (1983) مصفف الشعر

## وصلات خارجية
- جون شارب على موقع IMDb (الإنجليزية)
- جون شارب على موقع ألو سيني (الفرنسية)
- جون شارب على موقع أول موفي (الإنجليزية)
- جون شارب على موقع قاعدة بيانات برودواي على الإنترنت (الإنجليزية)
- جون شارب على موقع قاعدة بيانات الأفلام السويدية (السويدية)
- جون شارب على موقع قاعدة بيانات الفيلم (الإنجليزية)
- جون شارب على موقع كينوبويسك (الروسية)